# Masja Bruskina

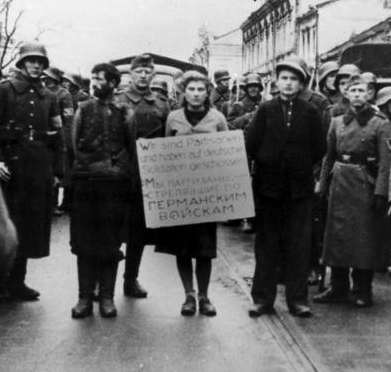
Masja Bruskina, Minsk, 26 oktober 1941. Hon flankeras av Kiril Trus och Volodja Sjtjerbatsevitj. Plakatet Masja bär om halsen har text på tyska och ryska, ”Vi är partisaner och har skjutit mot tyska soldater”.

Maria "Masja" Borisovna Bruskina (belarusiska: Марыя Барысаўна Брускіна, Marïya Barïsawna Bruskina; ryska: Мария Борисовна Брускина, Mariya Borisovna Bruskina), född 1924 i Minsk, död 26 oktober 1941 i Minsk, var en belarusisk judinna, sjuksköterska och partisan.

## Biografi
Masja Bruskina var en sjuttonårig partisan, som tjänstgjorde som sjuksköterska i Minsk i Ryssland. Hon var en ivrig kommunist och anslöt sig till en partisangrupp efter Nazitysklands angrepp på Sovjetunionen, Operation Barbarossa, den 22 juni 1941. Hon skötte om sårade soldater ur Röda armén och hjälpte dem även att fly genom att förse dem med civila kläder och falska identitetshandlingar. En av hennes patienter angav henne dock, och hon blev arresterad av de tyska myndigheterna. Trots flera dagar av tortyr vägrade hon att avslöja medlemmarna i sin motståndsgrupp. 
Den 20 oktober 1941 skrev Masja Bruskina följande till sin mor:
| ” | Jag plågas av tanken att jag har orsakat dig stark ängslan. Oroa dig inte. Inget ont har hänt mig. Jag svär att du inte kommer att erfara ytterligare obehag på grund av mig. Vill du vara vänlig och skicka mig min klänning, min gröna blus och vita strumpor. Jag vill vara ordentligt klädd, när jag lämnar detta ställe. | „ |

För att statuera ett exempel och även för att skrämma lokalbefolkningen i Minsk till lydnad beslutade chefen för den stationerade tyska 707:e infanteridivisionen, generalmajor Gustav Freiherr von Bechtolsheim, att anordna en offentlig hängning och en provisorisk galge sattes upp vid en jästfabrik. Tillsammans med två manliga motståndskämpar, den sextonårige Volodja Sjtjerbatsevitj och Kiril Trus, veteran från första världskriget, avrättades Masja Bruskina i centrala Minsk den 26 oktober 1941. Trus hade samarbetat med Volodja Sjtjerbatsevitjs mor Olga, som hängdes på annan plats i Minsk samma dag.
Bruskina var den första sovjetiska civilpersonen att avrättas av den nazityska ockupationsmakten. De två männen kom att betraktas som hjältar och förärades tapperhetsmedaljer postumt. Identifieringen av Masja Bruskina var länge omdiskuterad och sovjetiska myndigheter kallade henne i bildtexter för neizvestnaja, ’okänd kvinna’. Även belarusiska myndigheter vidhöll denna åsikt, men 2009 ändrades minnesplaketten som sitter uppsatt på avrättningsplatsen och texten "den okända flickan" byttes ut mot "M.B. Bruskina".

## Bilder

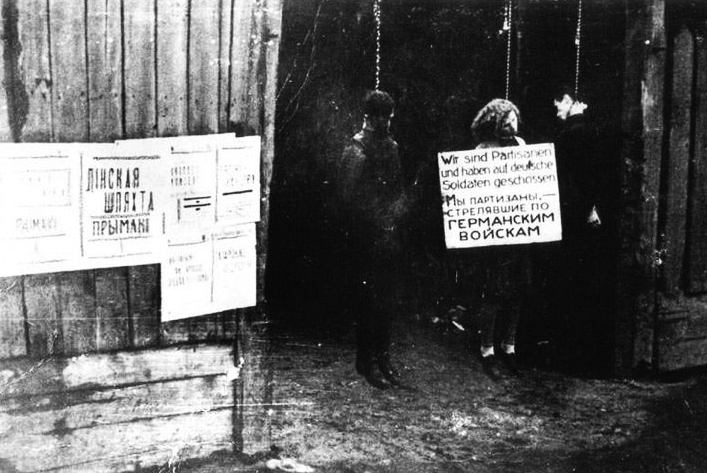
Kiril Trus, Masja Bruskina och Volodja Sjtjerbatsevitj efter avrättningen.
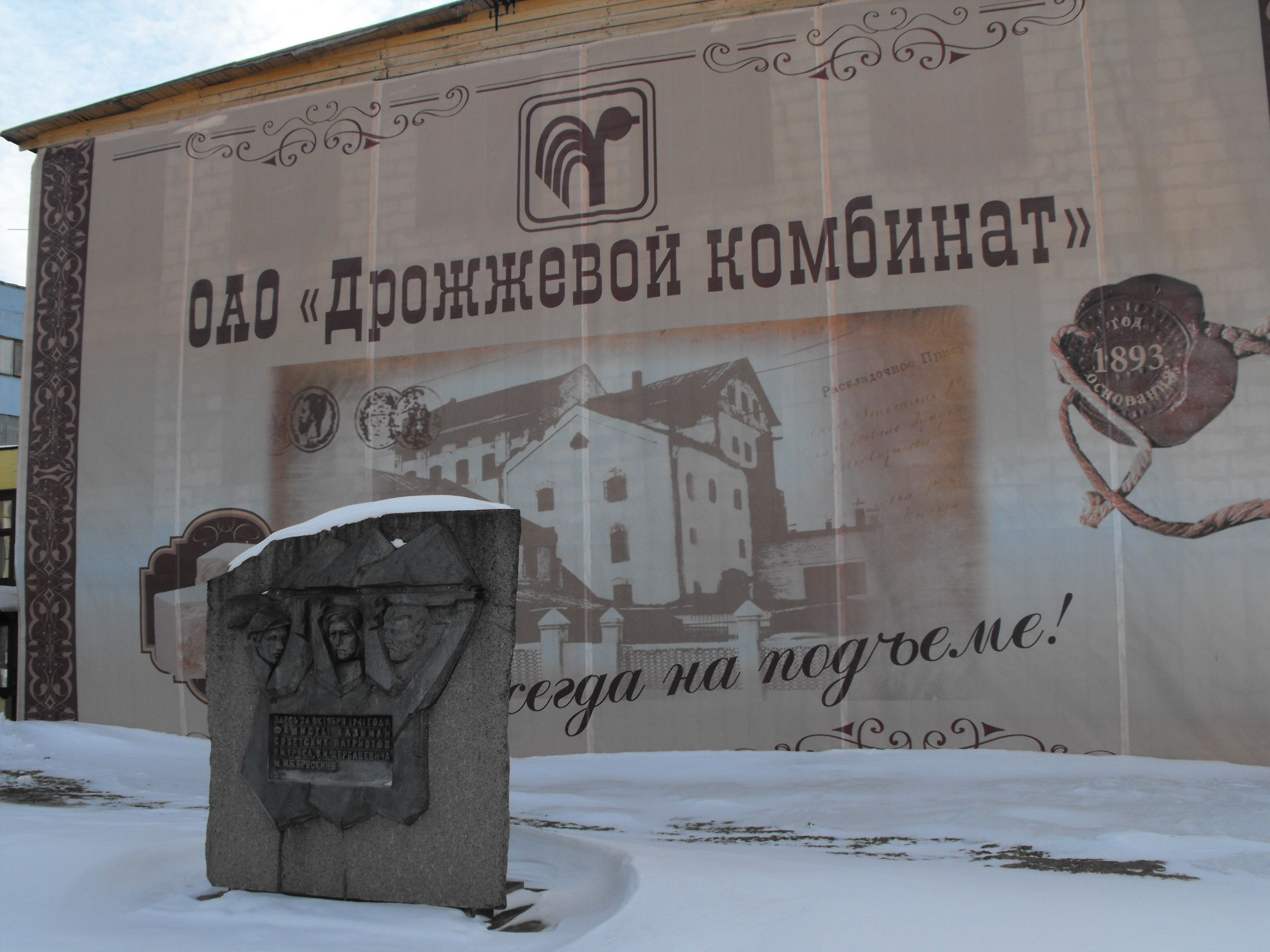
Monument på platsen för avrättningen.